# Бивер (округ, Оклахома)
Округ Бивер — округ в штате Оклахома, США. Население округа на 2000 год составляло 5857 человек. Административный центр округа — город Бивер.

## География
Округ имеет общую площадь 4708 км² из которых 4699 км² приходится на сушу и 8 км² (0,18 %) на воду.

### Основные автомагистрали
- Автомагистраль 64
- Автомагистраль 83
- Автомагистраль 270
- Автомагистраль 412

### Соседние округа
- Мид, Канзас (север)
- Кларк, Канзас (северо-восток)
- Харпер, Оклахома (восток)
- Эллис, Оклахома (юго-восток)
- Липскомб, Техас (юг)
- Окилтри, Техас (юго-запад)
- Техас, Оклахома (запад)
- Сьюард, Канзас (северо-запад)

### Населённые пункты
- Бивер
- Форган
- Гейт
- Ноулс